# Lizette Salas
Lizette Salas, född 9 november 1998, är en amerikansk taekwondoutövare.

## Karriär
I maj 2022 tog Salas brons i 49 kg-klassen vid panamerikanska mästerskapen i Punta Cana. I november 2022 tävlade hon i 49 kg-klassen vid VM i Guadalajara. Salas besegrade japanska Ruka Kishida i 32-delsfinalen men blev utslagen i sextondelsfinalen av brittiska Maddison Moore.